# The Collection
The Collection је компилацијски сет Мајкла Џексона издат 4 дана након његове смрти. Без албума HIStory, садржи све Џексонове студијске албуме које је издала кућа Епик. Нашао се на врху неколико листи.
Сет је првобитно издат 2001. као веома ограничено промоцијално издање у Уједињеном Краљевству, да би се прославио излазак албума Invincible. Ово издање означава почетак певачеве постхумне заоставштине. 